# The Archer

《The Archer》는 미국의 음악가인 알렉산드라 세이비어의 두 번째 정규 음반이다. 30th 센추리 레코드를 통하여 2020년 1월 10일 발매되었다.
| 전문가 평가 | 전문가 평가 |
| 총 점수     | 총 점수     |
| 출처        | 점수        |
| ----------- | ----------- |
| 메타크리틱  | 84/100      |
| 평가 점수   |             |
| 출처        | 점수        |
| NME         | [ 3 ]       |

## 평가
《The Archer》는 음악 평론가들로부터 극찬을 받았다. 주요 리뷰와 점수들을 모아 100점 만점으로 평균을 매기는 메타크리틱에서는 4개의 리뷰를 합하여 84점이 매겨졌다.

## 트랙 리스트
전곡 작사 및 작곡은 알렉산드라 세이비어가 하였다.
| #            | 제목                    | 재생 시간 |
| ------------ | ----------------------- | --------- |
| 1.           | 〈Soft Currents〉       | 3:11      |
| 2.           | 〈Saving Grace〉        | 3:25      |
| 3.           | 〈Crying All the Time〉 | 3:30      |
| 4.           | 〈Howl〉                | 3:08      |
| 5.           | 〈Send Her Back〉       | 2:34      |
| 6.           | 〈Can't Help Myself〉   | 2:42      |
| 7.           | 〈The Phantom〉         | 2:51      |
| 8.           | 〈Bad Disease〉         | 3:46      |
| 9.           | 〈But You〉             | 2:53      |
| 10.          | 〈The Archer〉          | 2:25      |
| 총 재생 시간 | 총 재생 시간            | 30:25     |